# Thomas Bernhard
Thomas Bernhard (născut ca Nicolaas Thomas Bernhard, n. 9 februarie 1931, Heerlen, Limburg, Țările de Jos – d. 12 februarie 1989, Gmunden, Austria Superioară, Austria) a fost un dramaturg și romancier austriac.

## Biografie
Născut în anul 1931 în Herleen (Olanda) într-o familie provenind din Oberösterreich (regiune din nordul Austriei), Thomas urmează studiile la Conservatorul din Viena în perioada anilor 1951-1956 iar mai apoi frecventează cursurile de la Academia de teatru din Salzburg. Din anul 1956 activează ca scriitor liber profesionist, iar în 1968 primește Premiul de stat pentru literatură. Moartea îi survine în anul 1989 în orașul Viena. 
În timpul vieții a publicat nuvele, romane și drame.
Mulți critici îl consideră cel mai important autor austriac de după război, în domeniul dramaturgiei, această poziție fiind indiscutabilă și general acceptată. 
Despre Bernhard, W. Bortenschlager în opera sa Istorie a literaturii germane spune următoarele: Este legat obsesiv de moarte, îl bântuie dorul de ea și privește viața numai din punctul de vedere al sfârșitului; demască și ia în răspăr burghezia intelectuală, care îl citește totuși încântată. Moartea îi marchează limbajul, viața și însuși mersul acestei atitudini negative, asemeni unui drog.

## Opera
Piese de teatru
- 1959: Trandafirii singurătății (”Die Rosen der Einöde”)
- 1970: Muntele (”Der Berg”)
- 1972: Ignorantul și nebunul (”Der Ignorant und der Wannsinnige”)
- 1974: Puterea obișnuinței (”Der Gewohnheit”)
- 1976: Immanuel Kant
- 1979: Cel care vrea să îmbunătățească lumea (”Der Weltverbesserer”)
- 1980: Peste toate vârfurile e liniște (”Über allen Gipfeln ist Ruh”)
- 1982: Impresia înșeală (”Der Schein trügt”)
- 1983: Făcătorul de teatru (”Der Theatermacher”)
- 1984: Ritter, Dene, Voss
- 1986: Pur și simplu complicat (”Einfach kompliziert”)
- 1987: Elisabeth II
- 1988: Un prânz german (”Der deutsche Mittagtisch”)
- 1988: Piața Eroilor ("Heldenplatz")

Lirică
- 1957: Pe pământ și în iad (”Auf der Erde und in der Hölle”)
- 1958: In Hora Mortis
- 1988: Nebunii, pușcăriașii (”Die Irren, die Häftlinge”)

Proză
- 1963: Înghețul (”Frost”)
- 1967: Șapte schițe (”Prosa”)
- 1968: Neplăcerea (”Ungemach”)
- 1969: La granița copacului (”An der Baumgrenze”)
- 1975: Cauza (”Die Ursache”)
- 1980: Cel ce mănâncă ieftin (”Der Billigesser”)
- 1985: Bătrânul maestru (”Alte Meister”)